# Higena
Higena is een geslacht van vlinders van de familie tandvlinders (Notodontidae).

## Soorten
- H. plumigera Matsumura, 1925
- H. similis Schintlmeister, 1993